# Turkovići Ogulinski
 Turkovići Ogulinski  falu Horvátországban, Károlyváros megyében. Közigazgatásilag Ogulinhoz tartozik.

## Fekvése
Károlyvárostól 39 km-re délnyugatra, községközpontjától 4 km-re északnyugatra, a Klek északi lábánál, a Dobra bal partján a Vitunjčica patak torkolatánál fekszik. A Klek hegyen eredő Kleki patak (Klečki potok) folyik át rajta.

## Története
A település a múltban Vitunj része volt, lakosságát 1880-tól számlálják önállóan. A falun átfolyó kristálytiszta vizű pataknak négy neve is használatos. Amikor még a Klek sziklái között folyik Klečki potok a neve, lejjen az erdők között Crni potoknak nevezik, míg a legalsó részén Rakov, vagy Marin potoknak hívják. Amikor 1847-ben Ogulin első vízvezetéke elkészült a vizet a turkovići forrásokból nyerték. A falunak 1890-ben 240, 1910-ben 235 lakosa volt. Trianonig Modrus-Fiume vármegye Ogulini járásához tartozott. 2011-ben a 249 lakosa volt.

## Lakosság
| Lakosság változása | Lakosság változása | Lakosság változása | Lakosság változása | Lakosság változása | Lakosság változása | Lakosság változása | Lakosság változása | Lakosság változása | Lakosság változása | Lakosság változása | Lakosság változása | Lakosság változása | Lakosság változása | Lakosság változása | Lakosság változása |
| ------------------ | ------------------ | ------------------ | ------------------ | ------------------ | ------------------ | ------------------ | ------------------ | ------------------ | ------------------ | ------------------ | ------------------ | ------------------ | ------------------ | ------------------ | ------------------ |
| 1857               | 1869               | 1880               | 1890               | 1900               | 1910               | 1921               | 1931               | 1948               | 1953               | 1961               | 1971               | 1981               | 1991               | 2001               | 2011               |
| 0                  | 0                  | 0                  | 240                | 243                | 235                | 224                | 252                | 268                | 249                | 261                | 303                | 293                | 281                | 255                | 249                |

## Nevezetességei
- A falutól délre emelkedő Klek egy sziklás hegy a Nagy-Kapela hegység keleti szélén. Magassága 1182 méter, gerince 3-4 kilométer hosszan nyúlik északnyugatról délkeleti irányban. Jellegzetes sziklás csúcsa a város egyik jelképe. Tetejéről nagyszerű kilátás nyílik Ogulinra és vidékére. A hegyről számos legenda is él a városban. Az egyik szerint a Kleken éjszakánként összegyűlnek a világ boszorkányai és varázslói, suhogásuk és sikolyuk ekkor egészen Ogulinig elhallatszik.
- Tiszta vizű patakjaiban sok pisztráng tenyészik.